# Claudio Castagnoli
Pour les articles homonymes, voir Cesaro.
Claudio Castagnoli (né le 27 décembre 1980 à Lucerne) est un catcheur (lutteur professionnel) suisse. Il travaille à la All Elite Wrestling et la Ring of Honor, sous le même nom.
Il est aussi connu pour son travail à la World Wrestling Entertainment, de 2011 à 2022, sous le nom de Cesaro (abréviation d'Antonio Cesaro).
Il se fait d'abord connaître sur le circuit indépendant, d'abord en Europe puis aux États-Unis dans des fédérations comme la Ring of Honor, Combat Zone Wrestling, Pro Wrestling Guerilla, et CHIKARA. Il a notamment fait équipe avec Chris Hero, avec qui il formait The Kings of Wrestling. Ils remportent ensemble de nombreux titres par équipes dans diverses fédérations du circuit indépendant. En novembre 2006, il signe un contrat avec la World Wrestling Entertainment (WWE), mais se fait renvoyer avant même d'avoir travaillé avec eux.
En 2011, il est engagé par la WWE, et prend le pseudonyme d'Antonio Cesaro. Il est envoyé à la Florida Championship Wrestling, le club-école de la WWE, avant de faire ses débuts à SmackDown en 2012. Il remporte son premier titre en seulement quelques mois, le championnat des États-Unis de la WWE en battant Santino Marella à SummerSlam. Il établira l'un des plus longs règnes du titre, avec 239 jours, avant de perdre le titre face à Kofi Kingston à Raw le 15 avril 2013. Lors de Roadblock: End of the Line, 18 décembre 2016, il remporte les WWE Raw Tag Team Championship avec Sheamus en battant The New Day, ils les remporteront 4 fois en tout.
En 2018, il remporte avec Sheamus les WWE SmackDown Tag Team Championship.
Ses capacités in-ring très variées et son franc-parler lui valent la sympathie de nombreux fans, se désignant eux-mêmes comme membres de la "Cesaro Section".

## Carrière

### Circuit indépendant (2000-2010)

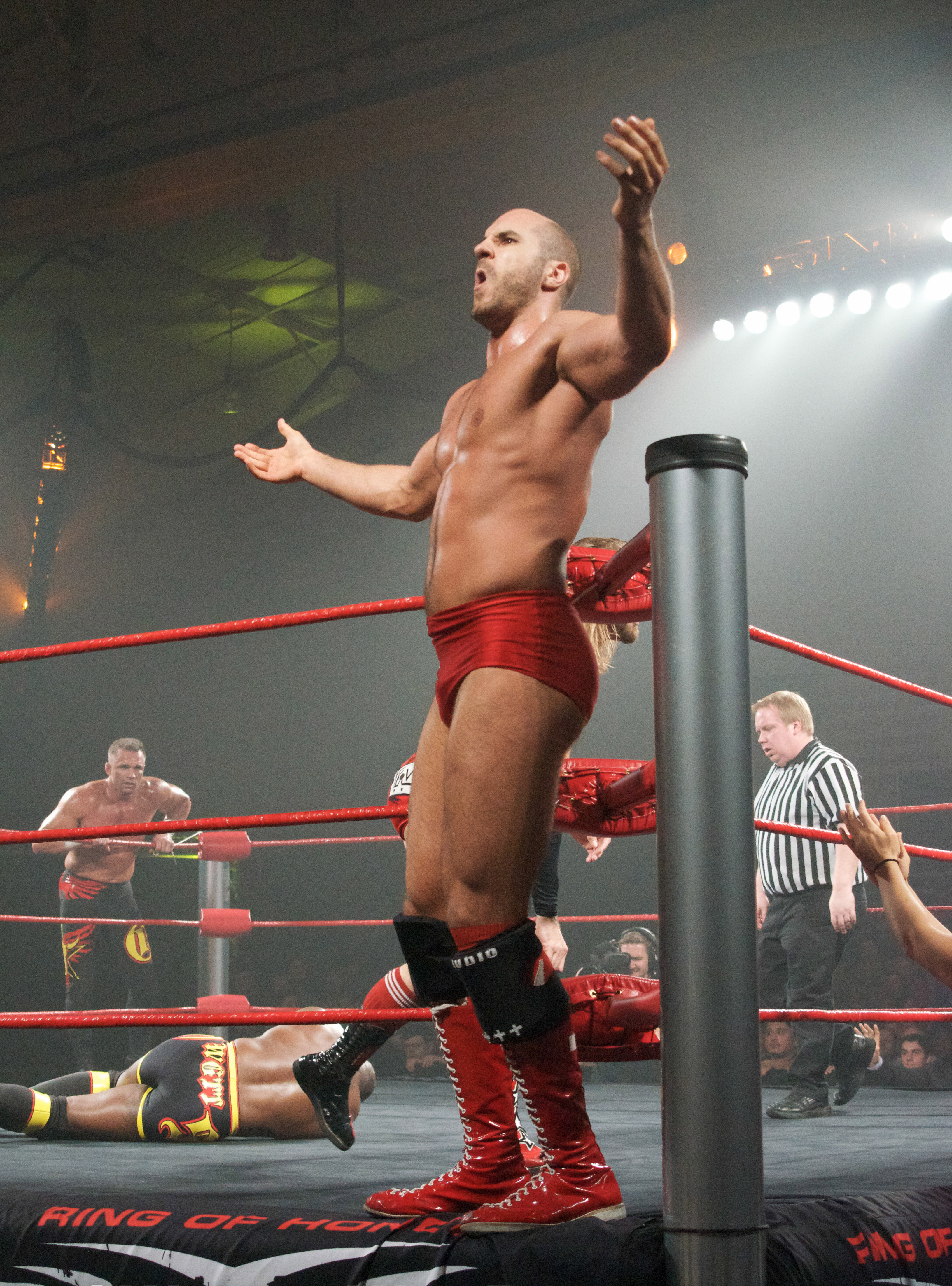
Castagnoli en équipe avec Chris Hero à la Ring of Honor.

Castagnoli reçoit son entraînement chez lui en Suisse par le lutteur suisse SigMasta Rappo, et a à peine 20 ans, il fait ses débuts le 24 décembre 2000 à Essen pour la fédération allemande westside Xtreme wrestling. Castagnoli incarne alors Double C, un japonais avant de devenir un banquier suisse aux côtés de Ares, tous les deux connus comme la Swiss Money Holding (SMH). Le 24 juin 2001, il devient champion Powerhouse de la Swiss Wrestling Federation après avoir vaincu en finale d'un tournoi Ares et The Scorpion, il conserve ce titre jusqu'au 13 octobre où il perd un Tables, Ladders and Chairs match face à SigMasta Rappo impliquant aussi Ares,.
Alors qu’il lutte en Angleterre, Castagnoli est entraîné par Dave Taylor. Il rencontre Chris Hero en Allemagne, qui invitait la SMH à lutter aux États-Unis. Ils luttent ensuite à la IWA Mid South et à la CHIKARA tout en se faisant entraîner par Hero avant de retourner en Europe. Tandis qu'Ares restait là et formait la nouvelle Swiss Money Holding avec Marc Roudin, Castagnoli retournait dans le circuit indépendant pour lutter à plein temps, faisant des apparitions régulières à la Ring of Honor et CHIKARA.
Fin 2005, Castagnoli fait son chemin vers la Combat Zone Wrestling, où il fait équipe avec Chris Hero pour former les Kings of Wrestling et peu de temps après, ils remportent le CZW World Tag Team Championship. Quelques jours après avoir perdu les ceintures quelques mois plus tard, Castagnoli et Hero remportent le CHIKARA Tag World Grand Prix 2006 pour devenir les premiers Campeonatos de Parejas.
Le succès des Kings of Wrestling se poursuit à la Ring of Honor où le 16 septembre 2006 ils battent Austin Aries et Roderick Strong pour devenir les ROH World Tag Team Champions. Le mois suivant à CZW Last Team Standing (14 octobre) ils battent trois autres équipes pour récupérer les titres par équipe de la CZW, détenant ainsi les titres de trois des meilleurs fédérations indépendantes américaines simultanément.
En un mois, ils perdent les ceintures CZW face à BLKOUT (Sabian et Robbie Mireno), les ceintures CHIKARA contre Team F.I.S.T. (Gran Akuma et Icarus) et les titres ROH contre Christopher Daniels et Matt Sydal.
La WWE montrant de l’intérêt pour Castagnoli, les Kings of Wrestling se séparaient après une défaite face aux Briscoe Brothers à ROH Final Battle 2006, où Hero l’abandonnait et s’alliait avec Larry Sweeney. En novembre 2006, il a été révélé que Castagnoli avait signé avec la WWE, les ayant impressionnés lors d’une apparition à RAW (en tant qu'officier de police dans un segment backstage) et un essai avec succès à la Deep South Wrestling. Peu de temps après, Castagnoli était libéré par la WWE. Des rumeurs disaient que ce renvoi précipité était dû à des problèmes de visa avec Castagnoli, bien que celui-ci ait réfuté ces affirmations.
En avril 2007, Castagnoli représente CHIKARA lors de l'inauguration de la King of Europe Cup, un tournoi à seize organisé à Liverpool. Il perd dès le premier tour contre son ancien partenaire, le représentant de la CZW, Chris Hero.
Durant l’été 2007, Castagnoli participait à un tournoi pour le NWA World Heavyweight Championship sous la protection de Terry Funk, mais il se fait éliminer en demi-finale par Brent Albright le 12 août.
Plus tard en septembre, Castagnoli participe au tournoi Ted Petty Invitational 2007. Il bat Nigel McGuinness au premier tour, Davey Richards en quart de finale et Brent Albright en demi-finale pour avoir le droit de participer à un match à trois à élimination, avec les finalistes Mike Quackenbush et le Ichampion WA Mid-South Heavyweight Chuck Taylor.
Lors de All Star Weekend Night 1, il bat Chris Hero et conserve son titre. Lors de All Star Weekend Night 2, il bat Low Ki et conserve son titre.
Lors de Eight, il bat Chris Hero et conserve son titre. Le même soir, il perd son titre contre Kevin Steen.

### Ring Of Honor (2005-2011)
Castagnoli participe au premier pay-per-view de la Ring of Honor, Respect is Earned le 12 mai 2007, faisant équipe avec Matt Sydal pour défier les Briscoe Brothers pour le ROH World Tag Team Championship. Bien qu'il ait perdu le match, Castagnoli a obtenu un match revanche avec un partenaire de son choix. Il choisit son ancien partenaire Chris Hero mais le duo perd contre les Briscoes le 9 juin.
Le 10 août 2007, il affronte Takeshi Morishima pour le ROH World Championship à Death Before Dishonor V: Night One le 10 août, mais perd. Il reçoit une seconde opportunité, cette fois un match à trois avec Brent Albright le 23 août, mais il perd de nouveau.

### Pro Wrestling Noah (2008–2011)
Lors de wXw/NOAH Genesis In Germany, il perd contre Takashi Sugiura et ne remporte pas le GHC Heavyweight Championship.

### World Wrestling Entertainment (2011-2022)

#### Florida Championship Wrestling (2011-2012)
Il signe un contrat de développement en 2011 et lutte à la FCW et luttera sous le nom de Antonio Cesaro. Il gagne son premier match le 23 octobre à la FCW en battant Mike Dalton.
Lors du FCW du 4 mars 2012, lui et Alexander Rusev perdent contre Bo Rotundo et Husky Harris et ne remportent pas les FCW Florida Tag Team Championship.

#### Débuts et United States Champion (2012-2013)
Antonio Cesaro fait ses débuts télévisés à SmackDown le 20 avril 2012 en tant que Heel, dans un segment en coulisse avec Aksana, Theodore Long et le manager général John Laurinaitis. Il dispute son premier match face à Tyson Kidd à SmackDown le 27 avril, dans un match qu'il remporte.
Il commence une relation avec Aksana, qui l'accompagne pendant tous ses matchs. Il adopte alors un Gimmick d'homme cultivé, qui salue le public en cinq langues différentes. Lors du SmackDown du 10 août, il perd contre Christian, obtenant sa première défaite en solo.
Lors de SummerSlam, il bat Santino Marella, et remporte son premier titre à la fédération, le championnat des États-Unis de la WWE. Il parvient à conserver son titre lors de Night of Champions contre Zack Ryder.
Lors du SmackDown Live du 21 septembre, il perd contre Santino Marella à la suite d'une distraction accidentelle d'Aksana, qui s'est blessée à la jambe. Antonio Cesaro lui annonce après le match en 5 langues que leur relation est terminée. Il parvient ensuite à conserver son titre à Hell in a Cell face à Justin Gabriel, ainsi qu'aux Survivor Series et à TLC contre R-Truth.
En début d'année 2013, Cesaro participe au Royal Rumble match lors du Royal Rumble en entrant 22e, mais ne remporte pas le match. Il commence alors une rivalité avec The Miz, contre qui il conserve successivement le titre des États-Unis lors du Royal Rumble en début de soirée. Il affronte à nouveau The Miz pour le titre à Elimination Chamber, dans un match qu'il remporte par disqualification.
Le 15 avril à Raw, Antonio Cesaro perd le titre des États-Unis face à Kofi Kingston, ce qui met un terme à son règne de 239 jours.

#### The Real Americans (2013-2014)

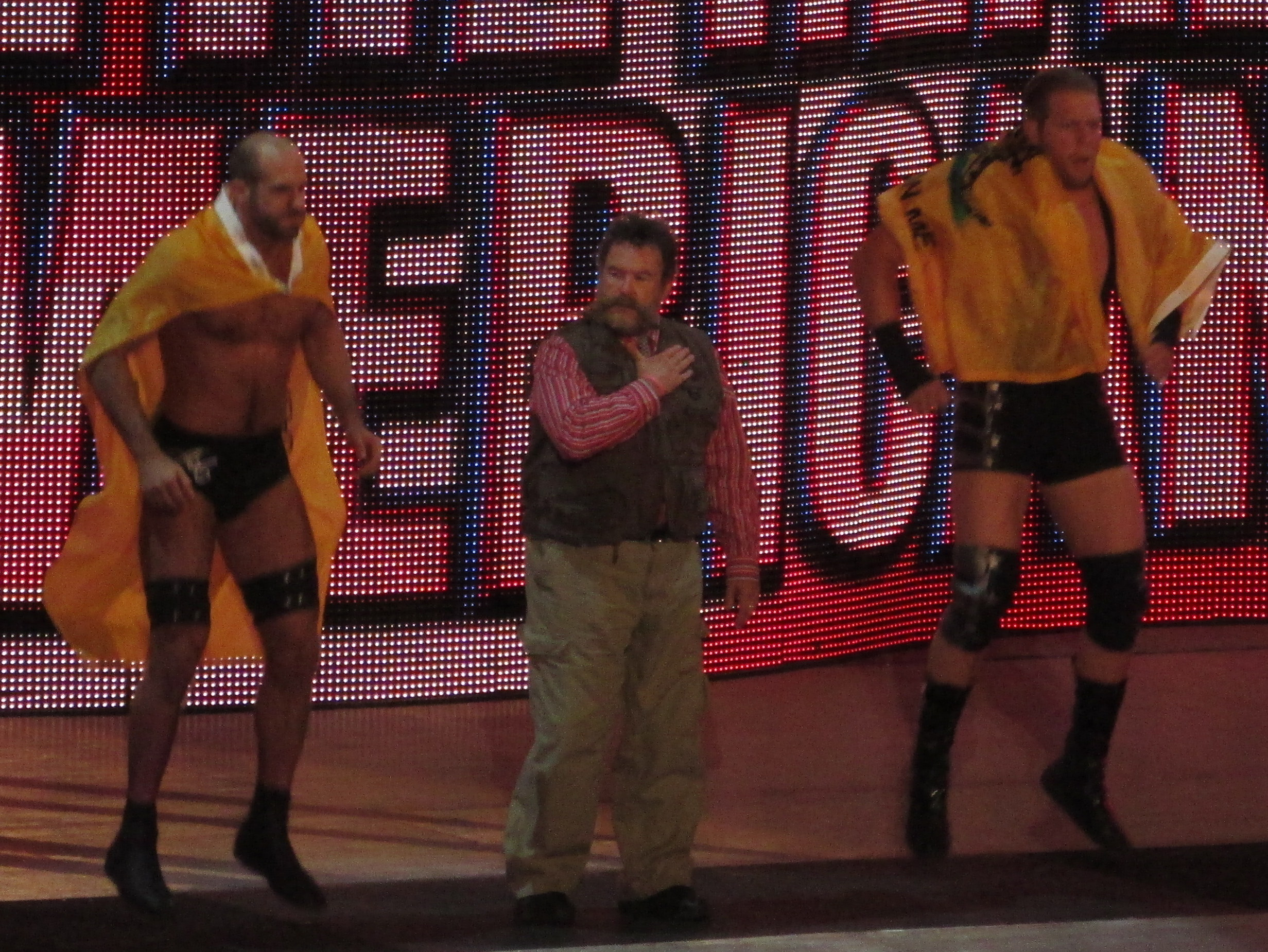
The Real Americans accompagnés de Zeb Colter.

Lors du Raw du 17 juin, il se révèle être le second client de Zeb Colter et bat William Regal.
Lors de Money in the Bank, les Real Americans participent au Money in the Bank Ladder match mais ne remportent pas la malette, décrochée par Damien Sandow. Lors de Night of Champions, ils perdent au profit de The Prime Time Players, pour devenir challengers no 1 aux WWE Tag Team Championship. Lors de Battleground, ils battent Santino Marella et The Great Khali. Lors de Hell in a Cell, ils perdent face à Los Matadores.
Lors de Survivor Series, ils gagnent avec The Shield dans le traditionnel combat par équipes contre Rey Mysterio, les Usos et Cody Rhodes & Goldust. Lors de TLC, ils perdent contre Cody Rhodes et Goldust et ne remportent pas les titres par équipes. Le combat incluait aussi Big Show et Rey Mysterio, et Ryback et Curtis Axel.
Début 2014, il participe au Royal Rumble match lors du Royal Rumble, mais se fait éliminer par Roman Reigns.
Lors de Elimination Chamber, il perd au profit de Randy Orton et ne remporte donc pas le WWE World Heavyweight Championship.
Lors de WrestleMania XXX, il perd avec Jack Swagger contre les Usos pour les WWE Tag Team Championship. Los Matadores, Ryback et Curtis Axel faisaient également parties du combat. Dans la même soirée, il gagne la Battle Royal en la mémoire  d'André le Géant.

#### Alliance avec Paul Heyman et retour en solo (2014-2015)
Le lendemain à Raw, il s'allie avec Paul Heyman, effectue un Heel Turn et bat son ancien partenaire, Jack Swagger. Le 4 mai à Extreme Rules, il bat Rob Van Dam et Jack Swagger dans un Triple Threat Elimination Match. Le 1er juin à Payback, il ne remporte pas le titre des États-Unis de la WWE, battu par Sheamus. Le 29 juin à Money in the Bank, il ne remporte pas le titre mondial poids-lourds de la WWE, battu par John Cena dans un Ladder Match, qui inclut également Alberto Del Rio, Bray Wyatt, Kane, Randy Orton, Roman Reigns et Sheamus.
Le 17 août lors du pré-show à SummerSlam, il perd face à Rob Van Dam. Le 21 septembre à Night of Champions, il ne remporte pas, une nouvelle fois, le titre des États-Unis de la WWE, battu par Sheamus.
Le 26 octobre à Hell in a Cell, il ne remporte pas le titre Intercontinental de la WWE, battu par Dolph Ziggler dans un 2 Out of 3 Falls Match. Le 23 novembre lors du pré-show aux Survivor Series, il perd face à Jack Swagger.

#### Alliance avec Tyson Kidd et Natalya et champion par équipe de la WWE (2015)
Le 22 février 2015 à Fastlane, Tyson Kidd et lui deviennent les nouveaux champions par équipe de la WWE en battant les Usos, remportant les titres pour la première fois de leurs carrières. Le 29 mars lors du pré-show à WrestleMania 31, ils conservent leurs titres en battant les Samoans, Los Matadores et le New Day dans un Fatal 4-Way Tag Team Match.
Le 26 avril à Extreme Rules, ils effectuent un Face Turn, mais perdent face au New Day, ne conservant pas leurs titres. Le 17 mai à Payback, ils ne remportent pas les titres par équipe de la WWE, battus par leurs mêmes adversaires dans un 2 Out of 3 Falls Match, à la suite d'une intervention extérieure de Xavier Woods. Le 31 mai à Elimination Chamber, ils ne remportent pas, une nouvelle fois, les titres par équipe de la WWE, battus par le New Day dans un Elimination Chamber Tag Team Match, qui inclut également les Lucha Dragons, les Prime Time Players, Los Matadores et l'Ascension. Le 11 juin, son ancien partenaire souffre d'une grave blessure à la nuque, qui l'éloigne des rings pour une durée indéterminée, ce qui met fin à leur alliance.

#### Retour en solo et rivalité avec Sheamus (2015-2016)
Le 23 août à SummerSlam, il perd face à Kevin Owens.
Le 25 octobre à Hell in a Cell, Dolph Ziggler, Neville et lui battent King Barrett, Rusev et Sheamus dans un 6-Man Tag Team Match. Le 22 novembre, il est annoncé qu'il souffre d'une blessure à l'épaule, et doit s'absenter pendant 4 à 6 mois.
Le 4 avril 2016 à Raw, il fait son retour de blessure. Il ne devient pas aspirant n°1 au titre de la WWE à Payback, battu par AJ Styles dans un Fatal 4-Way Match, qui inclut également Chris Jericho et Kevin Owens. Le 1er mai à Payback, il ne remporte pas le titre Intercontinental de la WWE, battu par le Miz, car distrait par une bagarre entre Kevin Owens et Sami Zayn pendant le combat. Le 22 mai à Extreme Rules, il ne remporte pas le titre Intercontinental de la WWE, battu par le Miz dans un Fatal 4-Way Match, qui inclut également Kevin Owens et Sami Zayn. Le 19 juin à Money in the Bank, il ne remporte pas la mallette, gagnée par Dean Ambrose.
Le 21 août lors du pré-show à SummerSlam, il perd face à Sheamus lors du premier Best of Seven Series Match. Le 25 septembre à Clash of Champions, son Best of Seven Match final face à l'Irlandais se termine en No Contest.

#### Alliance avec Sheamus, quintuple champion par équipe deRawet champion par équipe deSmackDown(2016-2019)

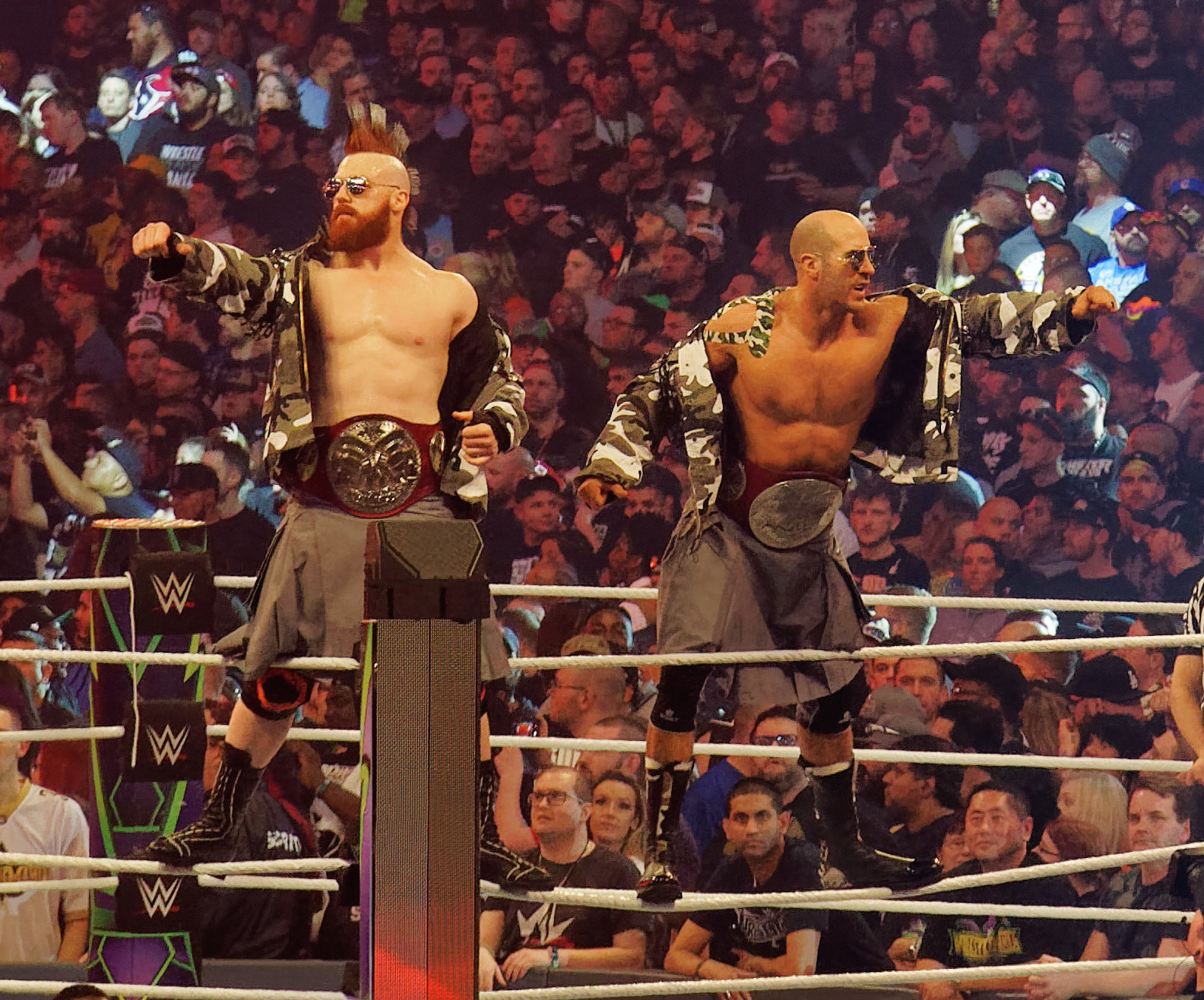
Sheamus et Cesaro en 2018.

Le lendemain à Raw, Mick Foley lui apprend que Sheamus et lui vont devoir travailler ensemble, afin de chercher les titres par équipe de Raw. Les deux hommes battent ensuite des catcheurs locaux.
Le 30 octobre à Hell in a Cell, ils battent le New Day par disqualification, mais ne remportent pas les titres par équipe de Raw. Le 20 novembre aux Survivor Series, l'équipe Raw (le New Day, Big Cass, Enzo Amore, The Club, The Shining Stars et eux) bat celle de SmackDown (Heath Slater, Rhyno, les Hype Bros (Mojo Rawley et Zack Ryder), American Alpha, les Usos et Breezango (Tyler Breeze et Fandango)) dans un 10-on-10 Traditional Survivor Series Man's Elimination Tag Team Match. Le 18 décembre à Roadblock: End of the Line, ils deviennent les nouveaux champions par équipe de Raw en battant le New Day. Il remporte les titres pour la seconde fois, et son partenaire pour la première fois de sa carrière.
Le 29 janvier 2017 lors du pré-show au Royal Rumble, ils perdent face aux Good Brothers, ne conservant pas leurs titres. Plus tard dans la soirée, ils entrent tous deux dans le Royal Rumble masculin en 16e et 19e positions, mais se font éliminer par Chris Jericho. Le 5 mars à Fastlane, il bat Jinder Mahal.
Le 2 avril à WrestleMania 33, Sheamus et lui ne remportent pas les titres par équipe de Raw, battus par les Hardy Boyz dans un Fatal 4-Way Tag Team Ladder Match, qui inclut également les Good Brothers, Big Cass et Enzo Amore. Le 30 avril à Payback, ils ne remportent pas les titres par équipe de Raw, battus par leurs mêmes adversaires. Après le combat, ils effectuent un Heel Turn en les attaquant. Le 4 juin à Extreme Rules, ils redeviennent champions par équipe de Raw en battant les Hardy Boyz dans un Steel Cage Match. Il les remporte pour la troisième fois, et son partenaire pour la seconde fois.
Le 9 juillet à Great Balls of Fire, ils conservent leurs titres en battant leurs mêmes adversaires dans un 30-Minute Iron Man Match. Le 20 août à SummerSlam, ils perdent face à Dean Ambrose et Seth Rollins, ne conservant pas leurs titres. Le 24 septembre à No Mercy, ils ne remportent pas les titres par équipe de Raw, battus par leurs mêmes adversaires. Deux jours plus tard, il est révélé que pendant le combat, il s'est blessé les incisives, car deux de ses dents se sont enfoncées dans ses gencives de 3-4 mm, lorsqu'il s'est cogné contre un des poteaux du ring.
Le 22 octobre à TLC, The Miz, Braun Strowman, Kane et eux perdent face à Dean Ambrose, Seth Rollins et Kurt Angle dans un 5-on-3 Handicap TLC Match. Le 6 novembre à Raw, ils redeviennent champions par équipe de Raw en battant Dean Ambrose et Seth Rollins, aidés par une distraction du New Day. Il remporte les titres pour la quatrième fois, et son partenaire pour la troisième fois. Le 19 novembre aux Survivor Series, ils perdent face aux champions par équipe de SmackDown, les Usos, dans un Champions vs. Champions Tag Team Match[réf. nécessaire]. Le 25 décembre à Raw, ils perdent face à Jason Jordan et Seth Rollins, ne conservant pas leurs titres.
Le 28 janvier 2018 au Royal Rumble, il rentre dans le Royal Rumble masculin en 15e position, mais se fait éliminer par Seth Rollins. Le lendemain à Raw, Sheamus et lui redeviennent champions par équipe de Raw en battant Jason Jordan et Seth Rollins. Il remporte les titres pour la cinquième fois, et son partenaire pour la quatrième fois. Le 25 février à Elimination Chamber, ils conservent leurs titres en battant The Titus WorldWide (Apollo Crews et Titus O'Neil).
Le 8 avril à WrestleMania 34, ils perdent face à Braun Strowman et Nicholas, ne conservant pas leurs titres. Le 17 avril à SmackDown Live, lors du Superstar Shake-Up, ils sont annoncés être transférés au show bleu. Le 27 avril au Greatest Royal Rumble, ils ne remportent pas les titres par équipe de Raw, battus par Bray Wyatt et Woken Matt Hardy.
Le 6 octobre à Super Show-Down, ils ne remportent pas les titres par équipe de SmackDown, battus par le New Day. Le 16 octobre lors du 1 000e épisode de SmackDown Live, ils deviennent les nouveaux champions par équipe de SmackDown en battant le New Day, aidés par Big Show qui a porté un Chokeslam à Kofi Kingston. Ils remportent les titres pour la première fois de leurs carrières. Le 2 novembre à Crown Jewel, ils conservent leurs titres en battant leurs même adversaires. Le 18 novembre aux Survivor Series, ils perdent face aux champions par équipe de Raw, les AOP, dans un Champions vs. Champions Tag Team Match.
Le 27 janvier 2019 au Royal Rumble, ils perdent face au Miz et Shane McMahon, ne conservant pas leurs titres.
Le 7 avril à WrestleMania 35, ils ne remportent pas les titres par équipe de SmackDown, battus par les Usos dans un Fatal 4-Way Tag Team Match, qui inclut également Aleister Black, Ricochet, Rusev et Shinsuke Nakamura. Le 18 avril, Sheamus souffre d'une commotion cérébrale, devant s'absenter pendant des mois et provoquant la séparation du duo.[réf. nécessaire]

#### Alliance avec Shinsuke Nakamura et double champion par équipe deSmackDown(2019-2020)
Le 14 juillet à Extreme Rules, il perd face à Aleister Black.
Le 25 octobre à SmackDown, il rejoint le show bleu pour combattre aux côtés de King Corbin et Shinsuke Nakamura, mais les trois Heels perdent face à Roman Reigns, Ali et Shorty G dans un 6-Man Tag Team Match.
Le 26 janvier 2020 au Royal Rumble, il entre dans le Royal Rumble masculin en 9e position, mais se fait éliminer par Brock Lesnar. Le 8 mars à Elimination Chamber, Shinsuke Nakamura et lui permettent à Sami Zayn de devenir nouveau Champion Intercontinental de la WWE, en battant Braun Strowman dans un 3-on-1 Handicap Match.
Le 19 juillet à Extreme Rules, Shinsuke Nakamura et lui deviennent les nouveaux champions par équipe de SmackDown en battant le New Day dans un Tables Match. Il remporte les titres pour la seconde fois, et son partenaire pour la première fois de sa carrière. Le 27 septembre lors du pré-show à Clash of Champions, ils conservent leurs titres en battant Kalisto et Lince Dorado.
Le 9 octobre à SmackDown, ils perdent face au New Day, ne conservant pas leurs titres. Le 20 décembre lors du pré-show à TLC, Sami Zayn, King Corbin et eux perdent face à Big E, Daniel Bryan, Otis et Chad Gable dans un 8-Man Tag Team Match.

#### Retour en solo, rivalité avec Seth Rollins, diverses rivalités et départ (2021-2022)
Le 31 janvier 2021 au Royal Rumble, il entre dans le Royal Rumble masculin en 28e position, mais se fait éliminer par Braun Strowman. Le 5 février à SmackDown, il bat Daniel Bryan. Après le combat, il effectue un Face Turn en mettant son poing contre celui de son adversaire. Le 21 février à Elimination Chamber, il perd un Elimination Chamber Match face à Daniel Bryan, qui inclut également Jey Uso, Kevin Owens, Sami Zayn et King Corbin, ne lui permettant pas d'obtenir un match pour le titre Universel de la WWE.
Le 10 avril à WrestleMania 37, il bat Seth Rollins. Le 16 mai à WrestleMania Backlash, il ne remporte pas le titre Universel de la WWE, battu par Roman Reigns par soumission. Après le combat, il se fait attaquer par Seth Rollins. Le 20 juin à Hell in a Cell, il perd face à Seth Rollins.
Le 21 novembre aux Survivor Series, il ne remporte pas la Dual Brand Battle Royal, gagnée par Omos.
Le 1er janvier 2022 lors du pré-show à Day 1, Ricochet et lui perdent face à Ridge Holland et Sheamus. Le 25 février, il quitte la compagnie.

### All Elite Wrestling (2022-...)
Le 26 juin 2022 à Forbidden Door, il fait ses débuts à la All Elite Wrestling, remplace Bryan Danielson blessé, dispute son premier match et bat Zack Sabre Junior. Le lendemain, il signe officiellement avec la compagnie.
Le 8 mars 2023 à Dynamite, Jon Moxley et lui battent Alex Reynolds et John Silver par soumission. Après le combat, Wheeler Yuta et eux effectuent un Heel Turn, attaquent leurs deux adversaires et Evil Uno, avant l'arrivée d'"Hangman" Adam Page qui se fait, lui aussi, tabasser.
Le 28 mai à Double or Nothing, le quartet du clan bat l'Elite dans un Anarchy in the Arena match, aidé par le Heel Turn de Konosuke Takeshita qui a attaqué Kenny Omega avec un Shinning Wizard. Le 25 juin à Forbidden Door, le trio du clan (Jon Moxley, Wheeler Yuta et lui), Konosuke Takeshita et Shota Umino perdent le match revanche face à l'Elite ("Hangman" Adam Page, les Young Bucks), Eddie Kingston et Tomohiro Ishii dans un 10-Man Tag Team match.
Le 27 août à All In, Ortiz, Santana, ses deux partenaires et lui perdent face aux Best Friends (Chuck Taylor, Trent Beretta, Orange Cassidy), Penta El Zero Miedo et Eddie Kingston dans un Stadium Stampede match. Le 3 septembre à All Out, Wheeler Yuta et lui battent Katsuyori Shibata et Eddie Kingston.
Le 1er octobre lors du pré-show à WrestleDream, il effectue un Face Turn et bat Josh Barnett. Le 18 novembre lors du pré-show à Full Gear, il bat Buddy Matthews.
Le 5 mars 2024 à Revolution, Jon Moxley et lui battent FTR (Cash Wheeler et Dax Harwood).
Le 25 août à All In, Wheeler Yuta, PAC et lui deviennent les nouveaux champions du mode Trios en battant The Patriarchy (Christian Cage, Killswitch et "The Prodigy" Nick Wayne), la House of Black (Malakai Black, Brody King et Buddy Matthews) et Bang Bang Gang (Juice Robinson et The Gunns) dans un 4-Way London Ladder match. 13 soirs plus tard à All Out, Wheeler Yuta et lui ne remportent pas les titres mondiaux par équipes, battus par les Young Bucks. À la fin de la soirée, après la conservation du titre mondial de Bryan Danielson sur Jack Perry, Jon Moxley et lui effectuent un Heel Turn, car ils se retournent contre The American Dragon.
Le 6 avril 2025 à Dynasty, ses deux équipiers et lui conservent leurs titres en battant Rated FTR (Cope et FTR) dans un Trios match. 10 soirs plus tard à Dynamite, Jon Moxley, qui remplace PAC blessé, Wheeler Yuta et lui ne conservent pas leurs ceintures, battus par The Opps (Samoa Joe, Katsuyori Shibata et Powerhouse Hobbs) par soumission dans la même stipulation. Le 25 mai à Double or Nothing, les Young Bucks et le quartet mixte du clan perdent face à Kenny Omega, Swerve Strickland, Willow Nightingale et The Opps dans un Anarchy in the Arena match.
Le 12 juillet à All In, Gabe Kidd, Wheeler Yuta et lui ne remportent pas les ceintures, battus par leurs mêmes adversaires dans un Trios match.

### Retour à la Ring of Honor (2022-...)
Le 23 juillet 2022 à Death Before Dishonor, il fait son retour à la Ring of Honor, devient le nouveau champion du monde de la ROH en battant Jonathan Gresham, remporte le titre pour la première fois de sa carrière et son second titre personnel. Le 21 septembre à Dynamite: Grand Slam, il ne conserve pas sa ceinture, battu par Chris Jericho de manière controversée, ce qui met fin à un règne de 60 jours.
Le 19 novembre à Full Gear, il ne remporte pas la ceinture, rebattu par le catcheur canadien dans un Fatal 4-Way match qui inclut également Bryan Danielson et Sammy Guevara.
Le 10 décembre à Final Battle, il redevient champion du monde, pour la seconde fois, en prenant sa revanche sur The Ocho.
Le 31 mars 2023 à Supercard of Honor, il conserve son titre en battant Eddie Kingston.
Le 21 juillet à Death Before Dishonor, il conserve son titre en battant PAC. Le 20 septembre à Dynamite: Grand Slam, il ne remporte pas le titre Strong Openweight de la NJPW et ne conserve pas sa ceinture, battu par Eddie Kingston dans un Winner Takes All match, ce qui met fin à un règne de 284 jours.

## Palmarès
- All Elite Wrestling
  - 1 fois champion du Monde Trios de la AEW avec Wheeler Yuta et PAC (actuel)
- CHIKARA
  - 2 fois Campeonado de Parejas avec Chris Hero (1) et Ares (1)
  - Vainqueur du Tag World Grand Prix 2005 avec Arik Cannon
  - Tag World Grand Prix 2006 avec Chris Hero
  - Vainqueur Torneo Cibernetico 2007
  - Vainqueur du King of Trio 2010 avec Ares et Tursas
- Cleveland All-Pro Wrestling
  - 1 fois Champion poids lourds Unifié de la CAPW
- Combat Zone Wrestling
  - 2 fois Champion du Monde par équipes de la CZW avec Chris Hero
- German Stampede Wrestling
  - 1 fois Champion par équipes de la GSW avec Ares
- Independent Wrestling Association: Switzerland
  - 1 fois Champion du Monde poids lourds de la IWA Switzerland
- International Pro Wrestling: United Kingdom
  - 1 fois Champion par équipes de la IPW : UK avec Ares (dans les Swiss Money Holding)
- Pro Wrestling Guerilla
  - 1 fois PWG World Championship
- Ring of Honor
  - 2 fois ROH World Championship
  - 2 fois ROH World Tag Team Champion avec Chris Hero
  - Vainqueur du Race to the Top Tournament 2007
- Swiss Wrestling Federation
  - 2 fois SWF Powerhouse Champion
  - 1 fois Champion par équipes de la SWF avec Ares
- westside Xtreme wrestling
  - 2 fois Champion du Monde poids lourds de la wXw
  - 3 fois Champion par équipes de la wXw avec Ares

- World Wrestling Entertainment
  - 1 fois Champion des États-Unis de la WWE
  - 5 fois Champion par équipe de Raw avec Tyson Kidd (1), et Sheamus (4)
  - 2 fois Champion par équipe de SmackDown avec Sheamus (1), et Shinsuke Nakamura (1)
  - André the Giant Memorial Trophy (2014)

## Récompenses des magazines
- Pro Wrestling Illustrated

| Année | 2005 | 2006 | 2007 | 2008 | 2009 | 2010 | 2011 | 2012 | 2013 | 2014 | 2015 | 2016 | 2017 | 2018 | 2019 | 2020 | 2021 | 2022 | 2023 | 2024 |
| ----- | ---- | ---- | ---- | ---- | ---- | ---- | ---- | ---- | ---- | ---- | ---- | ---- | ---- | ---- | ---- | ---- | ---- | ---- | ---- | ---- |
| Rang  | 331  | 211  | 67   | 52   | 67   | 80   | 44   | 111  | 18   | 13   | 41   | 55   | 54   | 37   | 74   | 127  | 32   | 191  | 12   | 57   |

- Wrestling Observer Newsletter
  - Catcheur le plus sous-estimé (Most Underrated) en 2013, 2014, 2015 et 2016
  - Équipe de l'année en 2010 -  avec Chris Hero
- Power Slam
  - PS 50 : 2008/50